# Ascandra minchini
Ascandra minchini är en svampdjursart som beskrevs av Borojevic 1966. Ascandra minchini ingår i släktet Ascandra och familjen Leucaltidae. Inga underarter finns listade i Catalogue of Life.